# Eurocup 2010-11
La Eurocup 2010-11 fue la novena edición de la segunda competición continental organizada por la ULEB.
Participaron 32 equipos en esta temporada, 10 de ellos obtuvieron la clasificación de forma directa, junto con los 14 equipos eliminados en la ronda previa de la Euroliga, teniendo que disputar los 8 equipos restantes 1 ronda previa para clasificarse a la competición. Los equipos eliminados en la fase previa disputan la FIBA EuroChallenge, organizada por FIBA Europa.
La fase final se disputó en régimen de concentración, con formato de Final a 4 (Final Four). Se jugó entre los días 16 y 17 de abril de 2011 en Treviso.

## Equipos participantes
| País            | N.º | Equipos                                                  |
| --------------- | --- | -------------------------------------------------------- |
| Alemania        | 3   | Alba Berlin, BG Göttingen y EWE Baskets Oldenburg        |
| España          | 3   | Asefa Estudiantes, Cajasol Sevilla y Gran Canaria 2014   |
| Francia         | 3   | ASVEL Lyon-Villeurbanne, Chorale Roanne y Le Mans Sarthe |
| Grecia          | 3   | Aris Salónica, Panellinios GS y PAOK Salónica            |
| Italia          | 3   | Benetton Bwin, Bennet Cantú y Pepsi Caserta              |
| Turquía         | 3   | Banvit BK, Beşiktaş Cola Turka y Galatasaray Café Crown  |
| Israel          | 2   | Hapoel Gilboa Galil-Elyon y Hapoel Jerusalén             |
| Rusia           | 2   | Krasnye Krylya Samara y UNICS Kazan                      |
| Ucrania         | 2   | Azovmash Mariupol y Budivelnyk Kiev                      |
| Croacia         | 1   | Cedevita Zagreb                                          |
| Letonia         | 1   | VEF Rīga                                                 |
| Lituania        | 1   | BC Šiauliai                                              |
| Montenegro      | 1   | Budućnost M:tel                                          |
| Países Bajos    | 1   | GasTerra Flames Groningen                                |
| Polonia         | 1   | Anwil Włocławek                                          |
| República Checa | 1   | ČEZ Nymburk                                              |
| Serbia          | 1   | Hemofarm Stada                                           |

## Formato de Competición
En esta edición de la Copa ULEB participan un total de 32 equipos. La Fase Regular comienza en noviembre de 2010.

### Fase Previa
Participan 16 equipos. Se disputan a doble partido (ida-vuelta). Los 8 ganadores pasan a la Fase Regular.

### Fase Regular
Los 32 equipos participantes se dividen en 8 grupos (cada grupo de 4 equipos) disputando una liguilla a dos vueltas. Los 2 equipos mejor clasificados de cada grupo avanzan al Last 16.

### Last 16
Los 16 equipos participantes se dividen en 4 grupos (cada grupo de 4 equipos) disputando una liguilla a dos vueltas. Los 2 equipos mejor clasificados de cada grupo avanzan a cuartos de final.

### Cuartos de final
Los vencedores de los cuartos de final avanzan a la Final Four. Las eliminatorias se disputan a ida-vuelta.

### Final Four

#### Semifinales
Los vencedores de las semifinales pasan hacia la Final. Se disputan a partido único (Final a 4).

#### Final Consolación
La final se disputa entre los equipos perdedores de las semifinales. Se disputa a partido único.

#### Final
La final se disputa a partido único. El ganador se proclama Campeón de la Eurocup 2010/11 y obtiene plaza en la próxima edición de la Euroliga 2011/12.

## Fase Previa
| Equipo local (ida)      | Dif     | Equipo visitante (ida)  | Ida   | Vuelta |
| ----------------------- | ------- | ----------------------- | ----- | ------ |
| Deutsche Bank Skyliners | 137-152 | Beşiktaş Cola Turka     | 61-68 | 84-76  |
| Belgacom Lieja          | 132-146 | Hapoel Jerusalén        | 59-62 | 84-73  |
| Lukoil Academik         | 167-170 | Aris Salónica           | 74-78 | 92-93  |
| KK Zagreb               | 131-165 | Gran Canaria 2014       | 71-69 | 96-60  |
| Entente Orleanaise      | 145-155 | Azovmash Mariupol       | 80-76 | 79-65  |
| Galatasaray Café Crown  | 139-136 | Spartak San Petersburgo | 69-58 | 78-70  |
| Apoel Nicosia           | 118-181 | Benetton Bwin           | 55-97 | 84-63  |
| Cedevita Zagreb         | 169-134 | Dynamo Moscú            | 97-61 | 73-72  |

## Fase Regular

### Grupo A
|    | Equipo                | Jug | G | P | PF  | PC  | Dif |
| -- | --------------------- | --- | - | - | --- | --- | --- |
| 1. | UNICS Kazan           | 6   | 5 | 1 | 507 | 379 | 128 |
| 2. | Le Mans Sarthe        | 6   | 4 | 2 | 426 | 429 | -3  |
| 3. | Banvit BK             | 6   | 2 | 4 | 402 | 474 | -72 |
| 4. | EWE Baskets Oldenburg | 6   | 1 | 5 | 435 | 488 | -53 |

|      | KAZA  | LMAN  | BANV  | OLDE  |
| ---- | ----- | ----- | ----- | ----- |
| KAZA | –     | 63-67 | 80-52 | 88-64 |
| LMAN | 65-98 | –     | 67-59 | 84-60 |
| BANV | 59-89 | 78-70 | –     | 81-72 |
| OLDE | 72-89 | 71-73 | 96-73 | –     |

### Grupo B
|    | Equipo                  | Jug | G | P | PF  | PC  | Dif |
| -- | ----------------------- | --- | - | - | --- | --- | --- |
| 1. | BG Göttingen            | 6   | 4 | 2 | 478 | 442 | 36  |
| 2. | Hemofarm Stada          | 6   | 3 | 3 | 496 | 512 | -16 |
| 3. | ASVEL Lyon-Villeurbanne | 6   | 3 | 3 | 494 | 506 | -12 |
| 4. | Beşiktaş Cola Turka     | 6   | 2 | 4 | 516 | 524 | -8  |

|      | GOTT  | HEMO  | VILL  | BESI    |
| ---- | ----- | ----- | ----- | ------- |
| GOTT | –     | 68-57 | 76-78 | 81-69   |
| HEMO | 67-79 | –     | 97-93 | 101-100 |
| VILL | 80-88 | 81-80 | –     | 88-85   |
| BESI | 91-86 | 91-94 | 80-74 | –       |

### Grupo C
|    | Equipo            | Jug | G | P | PF  | PC  | Dif |
| -- | ----------------- | --- | - | - | --- | --- | --- |
| 1. | Gran Canaria 2014 | 6   | 5 | 1 | 463 | 396 | 67  |
| 2. | Budivelnyk Kiev   | 6   | 4 | 2 | 397 | 391 | 6   |
| 3. | Budućnost M:tel   | 6   | 3 | 3 | 431 | 418 | 13  |
| 4. | BC Šiauliai       | 6   | 0 | 6 | 420 | 506 | -86 |

|      | GCAN  | BUDI  | BUDU  | SIAU  |
| ---- | ----- | ----- | ----- | ----- |
| GCAN | –     | 58-62 | 62-60 | 92-72 |
| BUDI | 66-72 | –     | 70-56 | 74-66 |
| BUDU | 66-90 | 69-54 | –     | 83-66 |
| SIAU | 70-89 | 70-71 | 76-97 | –     |

### Grupo D
|    | Equipo                    | Jug | G | P | PF  | PC  | Dif |
| -- | ------------------------- | --- | - | - | --- | --- | --- |
| 1. | Aris Salónica             | 6   | 5 | 1 | 514 | 462 | 52  |
| 2. | Cedevita Zagreb           | 6   | 4 | 2 | 484 | 479 | 5   |
| 3. | Azovmash Mariupol         | 6   | 2 | 4 | 492 | 504 | -12 |
| 4. | Hapoel Gilboa Galil-Elyon | 6   | 1 | 5 | 492 | 537 | -45 |

|      | ARIS  | CEDE  | AZOV  | HGIL  |
| ---- | ----- | ----- | ----- | ----- |
| ARIS | –     | 85-76 | 88-75 | 91-70 |
| CEDE | 81-75 | –     | 88-84 | 83-92 |
| AZOV | 77-82 | 69-72 | –     | 92-88 |
| HGIL | 83-92 | 73-84 | 86-95 | –     |

### Grupo E
|    | Equipo                    | Jug | G | P | PF  | PC  | Dif |
| -- | ------------------------- | --- | - | - | --- | --- | --- |
| 1. | Galatasaray Café Crown    | 6   | 4 | 2 | 441 | 374 | 67  |
| 2. | Panellinios GS            | 6   | 4 | 2 | 366 | 375 | -9  |
| 3. | Bennet Cantù              | 6   | 3 | 3 | 413 | 398 | 15  |
| 4. | GasTerra Flames Groningen | 6   | 1 | 5 | 365 | 438 | -73 |

|      | GALA  | PANE  | CANT  | GRON  |
| ---- | ----- | ----- | ----- | ----- |
| GALA | –     | 79-53 | 76-57 | 86-58 |
| PANE | 66-62 | –     | 59-54 | 68-51 |
| CANT | 75-72 | 72-57 | –     | 81-54 |
| GRON | 65-66 | 57-63 | 80-74 | –     |

### Grupo F
|    | Equipo            | Jug | G | P | PF  | PC  | Dif |
| -- | ----------------- | --- | - | - | --- | --- | --- |
| 1. | Benetton Bwin     | 6   | 6 | 0 | 454 | 414 | 40  |
| 2. | Asefa Estudiantes | 6   | 3 | 3 | 483 | 462 | 21  |
| 3. | PAOK Thessaloniki | 6   | 3 | 3 | 449 | 438 | 11  |
| 4. | Chorale Roanne    | 6   | 0 | 6 | 423 | 495 | -72 |

|      | BENE  | ESTU  | PAOK  | ROAN  |
| ---- | ----- | ----- | ----- | ----- |
| BENE | –     | 79-72 | 77-69 | 67-61 |
| ESTU | 71-80 | –     | 88-77 | 87-60 |
| PAOK | 62-67 | 77-72 | –     | 92-74 |
| ROAN | 79-84 | 89-93 | 60-72 | –     |

### Grupo G
|    | Equipo           | Jug | G | P | PF  | PC  | Dif |
| -- | ---------------- | --- | - | - | --- | --- | --- |
| 1. | ČEZ Nymburk      | 6   | 4 | 2 | 496 | 473 | 23  |
| 2. | Cajasol Sevilla  | 6   | 3 | 3 | 494 | 478 | 16  |
| 3. | Hapoel Jerusalem | 6   | 3 | 3 | 466 | 463 | 3   |
| 4. | VEF Rīga         | 6   | 2 | 4 | 472 | 514 | -42 |

|      | NYMB  | CAJA  | HJER  | VEFR  |
| ---- | ----- | ----- | ----- | ----- |
| NYMB | –     | 77-93 | 73-67 | 90-79 |
| CAJA | 68-89 | –     | 72-76 | 95-83 |
| HJER | 91-82 | 70-84 | –     | 91-78 |
| VEFR | 75-85 | 83-82 | 74-71 | –     |

### Grupo H
|    | Equipo                | Jug | G | P | PF  | PC  | Dif |
| -- | --------------------- | --- | - | - | --- | --- | --- |
| 1. | Alba Berlin           | 6   | 6 | 0 | 496 | 414 | 82  |
| 2. | Pepsi Caserta         | 6   | 3 | 3 | 472 | 463 | 9   |
| 3. | Krasnye Krylya Samara | 6   | 2 | 4 | 478 | 502 | -24 |
| 4. | Anwil Włocławek       | 6   | 1 | 5 | 470 | 537 | -67 |

|      | ALBA  | CASE  | SAMA  | ANWI   |
| ---- | ----- | ----- | ----- | ------ |
| ALBA | –     | 79-62 | 88-64 | 92-73  |
| CASE | 73-79 | –     | 94-67 | 87-79  |
| SAMA | 68-72 | 78-85 | –     | 103-80 |
| ANWI | 74-86 | 81-71 | 83-98 | –      |

## Last 16

### Grupo I
|    | Equipo            | Jug | G | P | PF  | PC  | Dif |
| -- | ----------------- | --- | - | - | --- | --- | --- |
| 1. | UNICS Kazan       | 6   | 4 | 2 | 492 | 459 | 33  |
| 2. | Cedevita Zagreb   | 6   | 4 | 2 | 513 | 531 | -18 |
| 3. | Gran Canaria 2014 | 6   | 2 | 4 | 482 | 484 | -2  |
| 4. | Hemofarm Stada    | 6   | 2 | 4 | 453 | 466 | -13 |

|      | KAZA  | CEDE  | GCAN    | HEMO  |
| ---- | ----- | ----- | ------- | ----- |
| KAZA | –     | 84-88 | 67-64   | 90-72 |
| CEDE | 76-94 | –     | 114-110 | 73-71 |
| GCAN | 76-73 | 86-89 | –       | 72-66 |
| HEMO | 83-84 | 86-73 | 75-74   | –     |

### Grupo J
|    | Equipo            | Jug | G | P | PF  | PC  | Dif |
| -- | ----------------- | --- | - | - | --- | --- | --- |
| 1. | Budivelnyk Kiev   | 6   | 4 | 2 | 417 | 413 | 4   |
| 2. | BG Göttingen      | 6   | 4 | 2 | 433 | 416 | 17  |
| 3. | Le Mans Sarthe    | 6   | 2 | 4 | 444 | 445 | -1  |
| 4. | Aris Thessaloniki | 6   | 2 | 4 | 443 | 463 | -20 |

|      | BUDI  | GOTT  | LMAN  | ARIS  |
| ---- | ----- | ----- | ----- | ----- |
| BUDI | –     | 68-56 | 67-61 | 73-78 |
| GOTT | 61-63 | –     | 75-71 | 74-55 |
| LMAN | 72-77 | 77-83 | –     | 85-70 |
| ARIS | 85-69 | 82-84 | 73-78 | –     |

### Grupo K
|    | Equipo                 | Jug | G | P | PF  | PC  | Dif |
| -- | ---------------------- | --- | - | - | --- | --- | --- |
| 1. | Asefa Estudiantes      | 6   | 5 | 1 | 489 | 459 | 30  |
| 2. | Pepsi Caserta          | 6   | 5 | 1 | 474 | 453 | 21  |
| 3. | Galatasaray Café Crown | 6   | 2 | 4 | 409 | 421 | -12 |
| 4. | ČEZ Nymburk            | 6   | 0 | 6 | 451 | 490 | -39 |

|      | ESTU  | CASE  | GALA  | NYMB  |
| ---- | ----- | ----- | ----- | ----- |
| ESTU | –     | 90-80 | 71-69 | 87-80 |
| CASE | 87-85 | –     | 81-76 | 88-80 |
| GALA | 57-68 | 54-64 | –     | 76-75 |
| NYMB | 86-88 | 68-74 | 62-77 | –     |

### Grupo L
|    | Equipo         | Jug | G | P | PF  | PC  | Dif |
| -- | -------------- | --- | - | - | --- | --- | --- |
| 1. | Benetton Bwin  | 6   | 5 | 1 | 461 | 426 | 35  |
| 2. | Cajasol        | 6   | 5 | 1 | 476 | 440 | 36  |
| 3. | Panellinios GS | 6   | 1 | 5 | 451 | 477 | -26 |
| 4. | Alba Berlin    | 6   | 1 | 5 | 434 | 479 | -45 |

|      | BENE  | CAJA  | PANE  | ALBA  |
| ---- | ----- | ----- | ----- | ----- |
| BENE | –     | 84-68 | 82-72 | 75-71 |
| CAJA | 66-55 | –     | 84-71 | 76-67 |
| PANE | 75-83 | 82-87 | –     | 86-73 |
| ALBA | 74-82 | 81-95 | 68-65 | –     |

## Cuartos de final
| Equipo local (ida) | Dif     | Equipo visitante (ida) | Ida   | Vuelta |
| ------------------ | ------- | ---------------------- | ----- | ------ |
| Pepsi Caserta      | 161-169 | UNICS Kazan            | 84-90 | 79-77  |
| Cajasol Sevilla    | 144-129 | Budivelnyk Kiev        | 67-49 | 80-77  |
| Cedevita Zagreb    | 171-153 | Asefa Estudiantes      | 90-81 | 72-81  |
| BG Göttingen       | 128-150 | Benetton Bwin          | 66-66 | 84-62  |

## Final Four
|  | Semifinales     | Semifinales     |    |                 | Final         | Final       |  |
|  | 16 de abril     | 16 de abril     |    |                 | 17 de abril   | 17 de abril |  |
|  |                 |                 |    |                 |               |             |  |
|  |                 |                 |    |                 |               |             |  |
|  | UNICS Kazan     | 87              |    |                 |               |             |  |
|  | Cedevita Zagreb | 66              |    |                 |               |             |  |
|  |                 |                 |    |                 |               |             |  |
|  |                 |                 |    |                 |               |             |  |
|  |                 |                 |    |                 | UNICS Kazan   | 92          |  |
|  |                 | Cajasol Sevilla | 77 |                 |               |             |  |
|  |                 |                 |    |                 |               |             |  |
|  |                 |                 |    |                 |               |             |  |
|  |                 |                 |    |                 | Tercer lugar  |             |  |
|  |                 |                 |    |                 |               |             |  |
|  | Benetton Bwin   | 63              |    | Cedevita Zagreb | 59            |             |  |
|  | Cajasol Sevilla | 75              |    |                 | Benetton Bwin | 57          |  |

| Campeón de la Eurocup 2010-11 |
| ----------------------------- |
| UNICS Kazan Primer título     |

## Plantilla del club vencedor

### UNICS Kazan2010-11
| N.º | Posición   | Fecha Nac. | Jugador             | Altura (m) | Peso (kg) | Procedencia              | Año Fichaje |
| --- | ---------- | ---------- | ------------------- | ---------- | --------- | ------------------------ | ----------- |
| 4   | Escolta    | 12/08/78   | Terrell Lyday       | 1,91       | 88        | Triumph Lyubertsy        | 2008        |
| 6   | Base       | 02/06/82   | Marko Popović       | 1,85       | 86        | Žalgiris Kaunas          | 2008        |
| 7   | Alero      | 16/11/77   | Igor Zamansky       | 2,02       | 94        | Triumph Lyubertsy        | 2008        |
| 9   | Base       | 07/02/77   | Petr Samoylenko     | 1,87       | 86        | Dynamo Moscow            | 2008        |
| 11  | Escolta    | 03/05/74   | Zakhar Pashutin     | 1,96       | 95        | Spartak Saint Petersburg | 2010        |
| 12  | Ala-Pivot  | 21/07/84   | Vladimir Veremeenko | 2,08       | 104       | BC Khimki                | 2008        |
| 13  | Base       | 27/02/86   | Amiran Amirkhanov   | 1,87       | 85        | UNICS Kazan 2            | 2010        |
| 16  | Ala-Pivot  | 18/01/84   | Hasan Rizvić        | 2,12       | 111       | Azovmash Mariupol        | 2010        |
| 21  | Alero      | 24/08/75   | Kelly McCarty       | 2,01       | 107       | BC Khimki                | 2010        |
| 22  | Alero      | 11/09/82   | Ricky Minard        | 1,94       | 97        | BC Khimki                | 2010        |
| 30  | Pivot      | 05/02/85   | Maciej Lampe        | 2,11       | 125       | Maccabi Electra          | 2010        |
| 33  | Pivot      | 30/01/83   | Slavko Vraneš       | 2,30       | 135       | Partizan Beograd         | 2010        |
|     | Entrenador | 06/02/69   | Evgeniy Pashutin    |            |           | CSKA Moscow              | 2010        |

## Nominaciones

### Premios Individuales
| Premio              | Nombre              | Equipo          |
| ------------------- | ------------------- | --------------- |
| MVP de la final     | Marko Popović       | UNICS Kazan     |
| MVP de la temporada | Dontaye Draper      | Cedevita Zagreb |
| Estrella emergente  | Donatas Montiejunas | Benetton Bwin   |
| Mejor entrenador    | Aleksandar Petrović | Cedevita Zagreb |

### Primer equipo ideal
| Pos | Jugador        | Equipo          |
| --- | -------------- | --------------- |
| B   | Dontaye Draper | Cedevita Zagreb |
| E   | Terrell Lyday  | UNICS Kazan     |
| A   | Devin Smith    | Benetton Bwin   |
| AP  | Tariq Kirksay  | Cajasol         |
| P   | Maciej Lampe   | UNICS Kazan     |

### Segundo equipo ideal
| Pos | Jugador          | Equipo            |
| --- | ---------------- | ----------------- |
| B   | Bracey Wright    | Cedevita Zagreb   |
| E   | Dwayne Anderson  | BG Göttingen      |
| A   | Kelly McCarty    | UNICS Kazan       |
| AP  | Nik Caner-Medley | Asefa Estudiantes |
| P   | Paul Davis       | Cajasol           |

### Jugador de la Semana
| Jornada      | Jugador             | Equipo                | Val. |
| ------------ | ------------------- | --------------------- | ---- |
| F.Regular J1 | P.J. Tucker         | Aris Thessaloniki     | 35   |
| F.Regular J2 | Christos Tapoutos   | Aris Thessaloniki     | 32   |
| F.Regular J3 | Demetrius Alexander | Azovmash Mariupol     | 36   |
| F.Regular J4 | Primož Brezec       | Krasnye Krylya Samara | 40   |
| F.Regular J5 | Ebi Ere             | Pepsi Caserta         | 35   |
| F.Regular J6 | Dontaye Draper      | Cedevita Zagreb       | 36   |
| Last 16 J1   | Mike Scott          | BG Göttingen          | 36   |
| Last 16 J2   | Paul Davis          | Cajasol               | 31   |
| Last 16 J3   | Damjan Rudež        | Cedevita Zagreb       | 35   |
| Last 16 J4   | Damjan Rudež        | Cedevita Zagreb       | 28   |
|              | Bracey Wright       | Cedevita Zagreb       | 28   |
| Last 16 J5   | Devin Smith         | Benetton Bwin         | 47   |
| Last 16 J6   | Benjamin Dewar      | Le Mans Sarthe        | 29   |
| QFinals J1   | Vladimir Veremeenko | UNICS Kazan           | 40   |
| QFinals J2   | Bracey Wright       | Cedevita Zagreb       | 37   |

## Estadísticas individuales

### Ranking
| Pos. | Jugador        | Equipo            | Media | Part. | Total |
| ---- | -------------- | ----------------- | ----- | ----- | ----- |
| 1.   | Dontaye Draper | Cedevita Zagreb   | 20,93 | 14    | 293   |
| 2.   | Maciej Lampe   | UNICS Kazan       | 19,63 | 16    | 314   |
| 3.   | P.J. Tucker    | Aris Thessaloniki | 18,17 | 12    | 218   |
| 4.   | Terrell Lyday  | UNICS Kazan       | 17,33 | 15    | 260   |
| 5.   | Jaycee Carroll | Gran Canaria 2014 | 16,67 | 12    | 200   |

### Puntos
| Pos. | Jugador        | Equipo            | Media | Part. | Total |
| ---- | -------------- | ----------------- | ----- | ----- | ----- |
| 1.   | Jaycee Carroll | Gran Canaria 2014 | 19,00 | 12    | 228   |
| 2.   | Bracey Wright  | Cedevita Zagreb   | 16,70 | 10    | 167   |
| 3.   | Tre Simmons    | ČEZ Nymburk       | 15,92 | 12    | 191   |
| 4.   | Devin Smith    | Benetton Bwin     | 15,75 | 16    | 252   |
| 5.   | Terrell Lyday  | UNICS Kazan       | 15,67 | 15    | 235   |

### Rebotes
| Pos. | Jugador          | Equipo            | Media | Part. | Total |
| ---- | ---------------- | ----------------- | ----- | ----- | ----- |
| 1.   | Maciej Lampe     | UNICS Kazan       | 8,06  | 16    | 129   |
| 2.   | Jumaine Jones    | Pepsi Caserta     | 7,69  | 13    | 100   |
| 3.   | P.J. Tucker      | Aris Thessaloniki | 7,17  | 12    | 86    |
| 4.   | Nik Caner-Medley | Asefa Estudiantes | 7,00  | 14    | 98    |
| 5.   | Corsley Edwards  | Cedevita Zagreb   | 7,00  | 11    | 77    |

### Asistencias
| Pos. | Jugador         | Equipo            | Media | Part. | Total |
| ---- | --------------- | ----------------- | ----- | ----- | ----- |
| 1.   | Dontaye Draper  | Cedevita Zagreb   | 6,21  | 14    | 87    |
| 2.   | Marko Popović   | UNICS Kazan       | 5,82  | 11    | 64    |
| 3.   | Stefan Marković | Benetton Bwin     | 4,88  | 16    | 78    |
| 4.   | Trenton Meacham | BG Göttingen      | 4,64  | 14    | 65    |
| 5.   | Jayson Granger  | Asefa Estudiantes | 4,29  | 14    | 60    |

| Predecesor: Temporada 2009-10 | Eurocup 2010-11 | Sucesor: Temporada 2011-12 |